# Ceratothrips ericae
Ceratothrips ericae är en insektsart som först beskrevs av Alexander Henry Haliday 1836.  Ceratothrips ericae ingår i släktet Ceratothrips och familjen smaltripsar. Arten är reproducerande i Sverige. Inga underarter finns listade i Catalogue of Life.